# Kanadische Badmintonmeisterschaft 2004
Die Kanadische Badmintonmeisterschaft 2004 fand vom 4. bis zum 8. Mai 2004 in Calgary statt.

## Medaillengewinner
| Disziplin    | Gold                           | Silber                         | Bronze                          |
| ------------ | ------------------------------ | ------------------------------ | ------------------------------- |
| Herreneinzel | Stephan Wojcikiewicz           | Mike Beres                     | Bobby Milroy                    |
| Herreneinzel | Stephan Wojcikiewicz           | Mike Beres                     | Sam Smith                       |
| Dameneinzel  | Anna Rice                      | Jody Patrick                   | Chloe Lennox                    |
| Dameneinzel  | Anna Rice                      | Jody Patrick                   | Florence Lavoie                 |
| Herrendoppel | Keith Chan William Milroy      | Mathieu Laforest Brian Prevoe  | Jon Vandervet Justin Mullaly    |
| Herrendoppel | Keith Chan William Milroy      | Mathieu Laforest Brian Prevoe  | Tye Reidie Bryan Moody          |
| Damendoppel  | Milaine Cloutier Denyse Julien | Valérie Loker Amélie Felx      | Florence Lavoie Isabelle Lavoie |
| Damendoppel  | Milaine Cloutier Denyse Julien | Valérie Loker Amélie Felx      | Tammy Sun Anna Rice             |
| Mixed        | William Milroy Tammy Sun       | Philippe Bourret Denyse Julien | Mike Beres Jody Patrick         |
| Mixed        | William Milroy Tammy Sun       | Philippe Bourret Denyse Julien | Keith Chan Milaine Cloutier     |